# Blaesodactylus antongilensis
Il geco vellutato di Antongil (Blaesodactylus antongilensis (Böhme & Meier, 1980)) è un piccolo sauro della famiglia dei Gekkonidi, endemico del Madagascar.

## Biologia
È una specie arboricola che trova rifugio nelle fessure dei tronchi.

## Distribuzione e habitat
Popola le foreste pluviali di bassa quota del versante nord-orientale del Madagascar. È presente anche sulle isole di Nosy Boraha e Nosy Mangabe.

## Conservazione
La IUCN Red List classifica Blaesodactylus antongilensis come specie a basso rischio (Least Concern).
Parte del suo areale ricade all'interno del parco nazionale di Marojejy e della riserva speciale di Nosy Mangabe.